# 돈바스 (영화)
돈바스(Donbass)는 루마니아에서 제작된 세르게이 로즈니차 감독의 2018년 드라마 영화이다. 발레리우 안드리우타 등이 주연으로 출연하였다.

## 출연

### 주연
- 발레리우 안드리우타
- 보리스 카모르진
- 세르게이 콜레소프